# لوبومير بتروف
لوبومير بتروف (بالبلغارية: Любомир Петров)‏ هو مجدف بلغاري، ولد في 4 أكتوبر 1954.

## وصلات خارجية
- لوبومير بتروف على موقع الاتحاد الدولي للتجديف (الإنجليزية)
- لوبومير بتروف على موقع اللجنة الأولمبية الدولية (الإنجليزية)
- لوبومير بتروف على موقع أوليمبيديا (الإنجليزية)